# Joseph von Führich

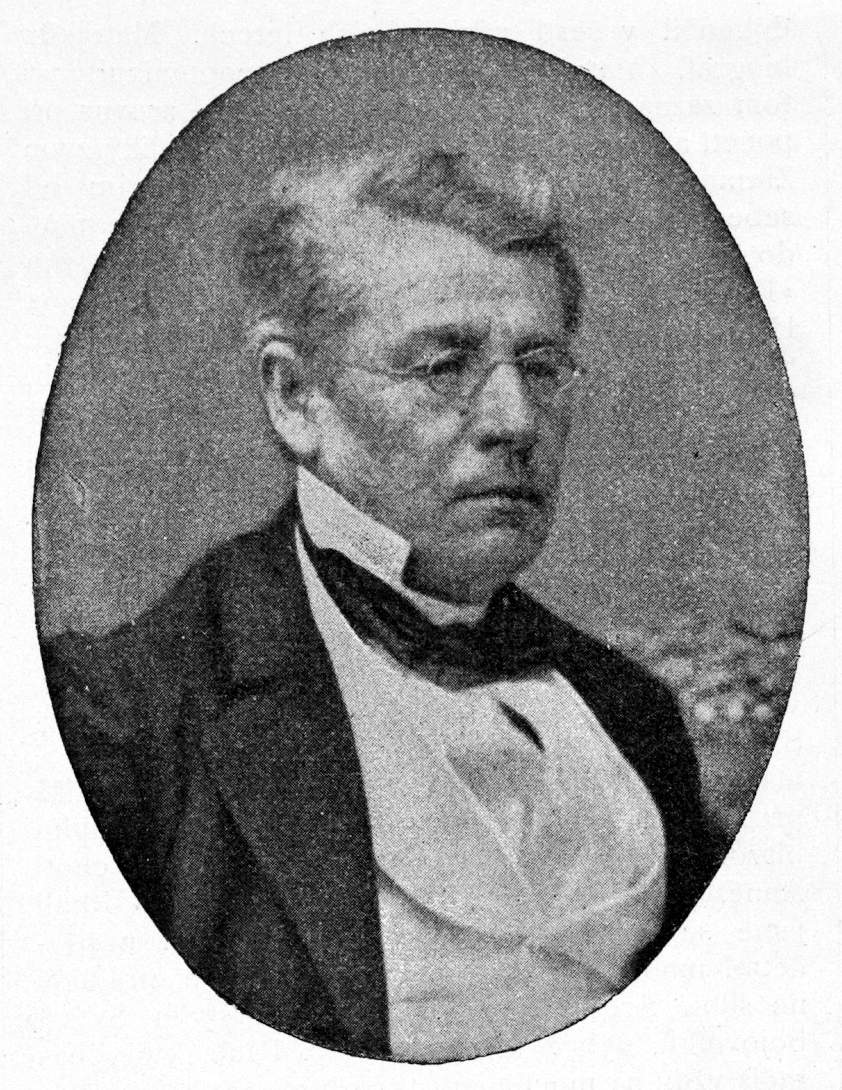
Joseph von Führich

Joseph von Führich (Kratzau, 9 februari 1800 – Wenen, 13 maart 1876) was een Oostenrijks illustrator en kunstschilder, sterk beïnvloed door de Nazareners.

## Leven en werk

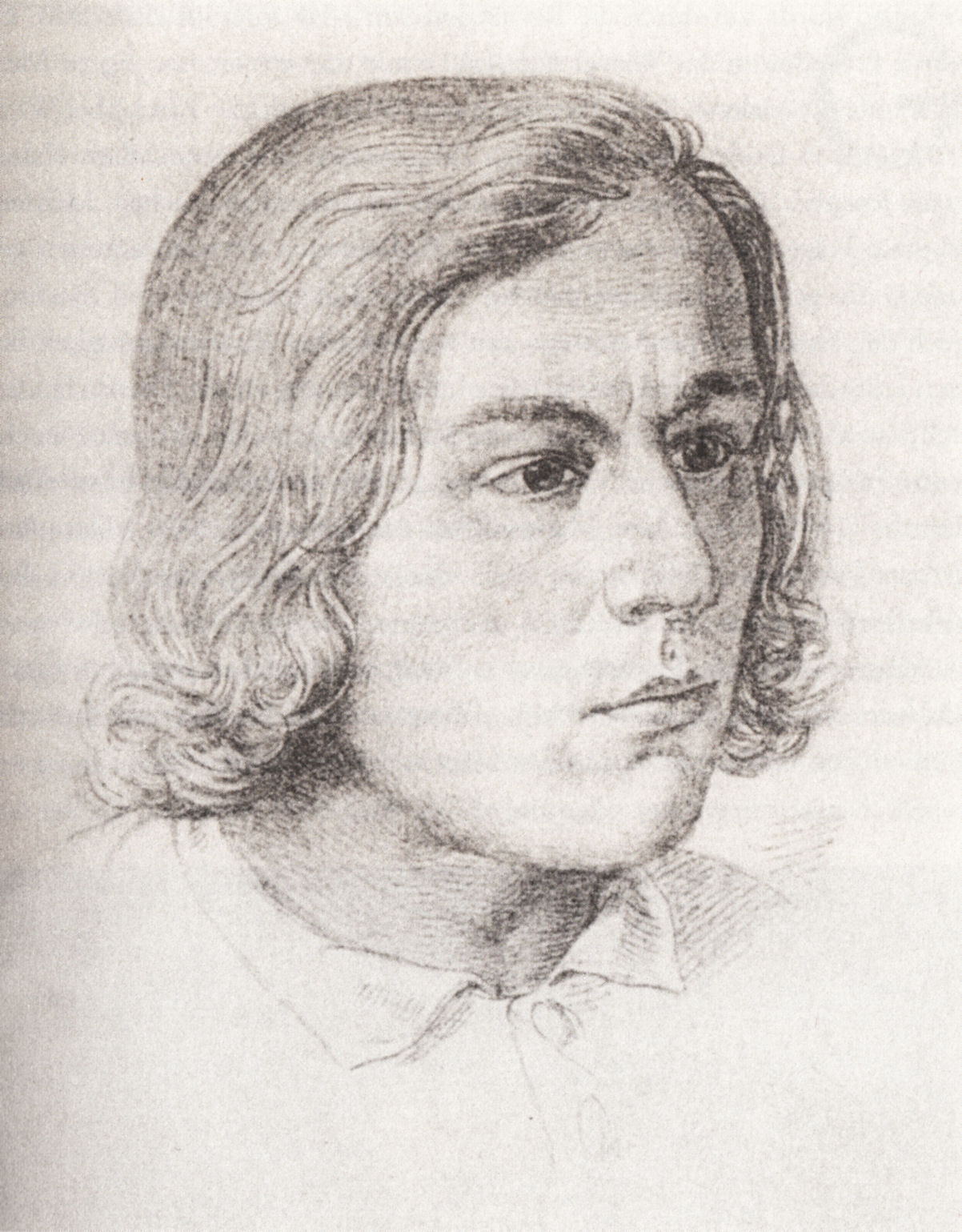
Zelfportret, rond 1820

Führich was de zoon van een kunstschilder en kreeg zijn eerste lessen van zijn vader. Met steun van een lokale graaf kon hij gaan studeren aan de Academie voor Beeldende Kunsten te Praag. In die tijd begon hij reeds werken te maken voor kerken. Daarnaast kreeg hij zijn eerste bekendheid met een aantal door Albrecht Dürer geïnspireerde boekillustraties, onder andere bij werken van Joseph Marius von Babo (Otto von Wittelsbach, Pfalzgraf in Bayern), Johann Wolfgang von Goethe (Erlkönig en Hermann und Dorothea), August von Kotzebue, Friedrich Schiller, Ludwig Tieck (Phantasus en Genoveva) en Christoph Martin Wieland.
Door het succes van zijn illustratiewerk en met steun van Klemens von Metternich, die zijn werk bewonderde, kon Führich in 1826 een studiereis naar Rome bekostigen. Daar maakte hij kennis met de Nazareners Friedrich Overbeck en Peter von Cornelius, die hem betrokken bij een frescoproject voor het Palazzo Massimi. Hij maakte er een aantal muurschilderingen naar werk van Torquato Tasso en werd geprezen om zijn talent in compositie.
Het latere werk van Führich stond sterk onder invloed van de Nazareners, met verwerking van veel symboliek. Hij maakte vrijwel uitsluitend schilderwerken met religieuze thema’s en tal van wandschilderingen, veelal voor grote kerken, onder andere de Lerchenfeldkerk in Wenen. In 1841 werd hij docent compositie aan de Weense kunstacademie. In 1871 ging hij met pensioen en werd hij geridderd in de orde van Franz Joseph.
Führich overleed in 1876, op 76-jarige leeftijd, te Wenen. In 1875 verscheen een biografie van zijn leven en in 1886 memoires door zijn zoon Lukas.

## Galerij

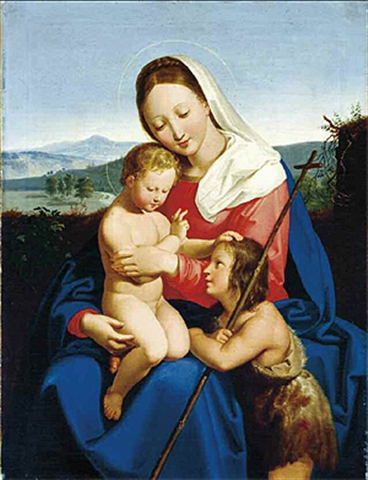
Maria mit Jesuskind und Johannesknaben, 1826
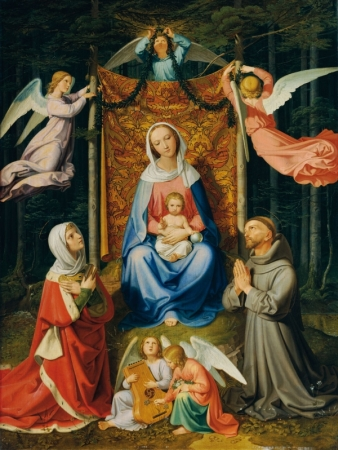
Madonna mit Kind, Heiliger Adelheid und heiligem Franziscus, 1835, Galerie Belvedere Wenen
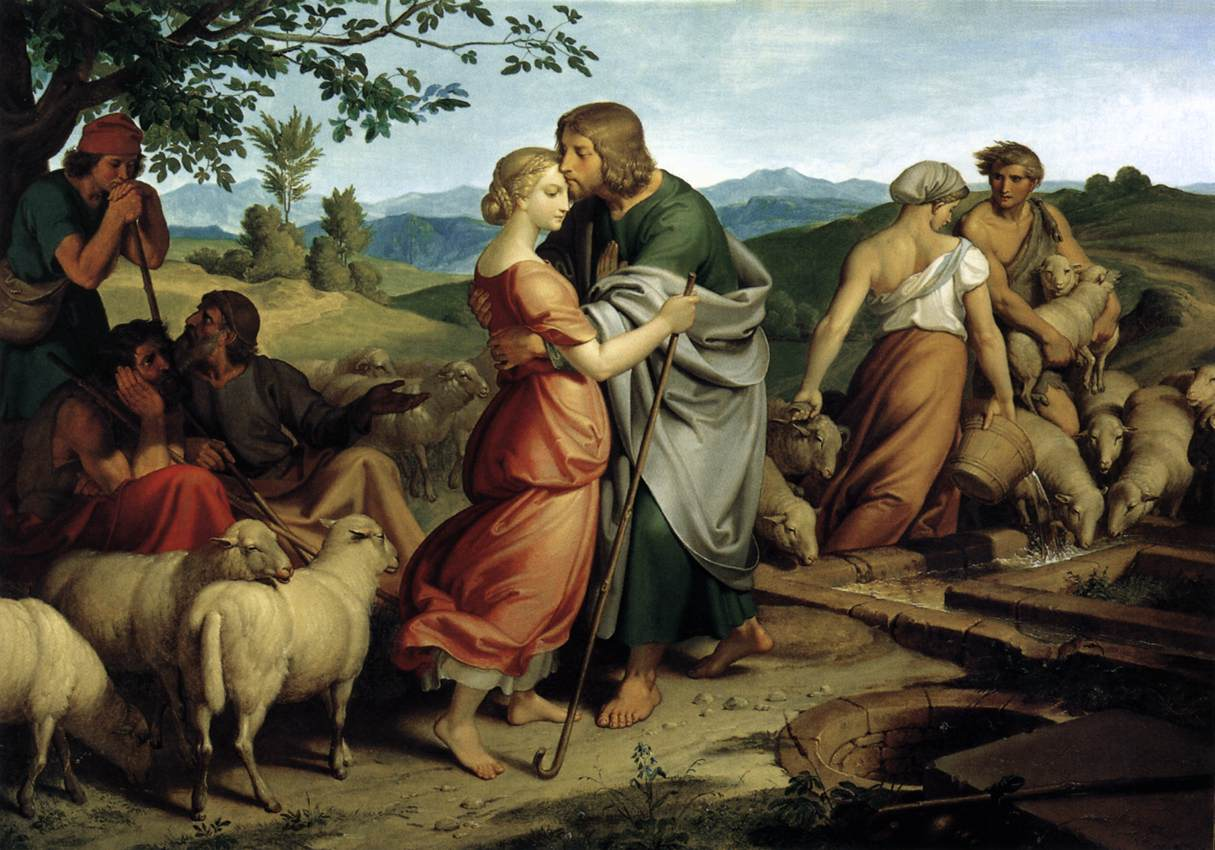
Jacob und Rachel, 1836, Galerie Belvedere Wenen
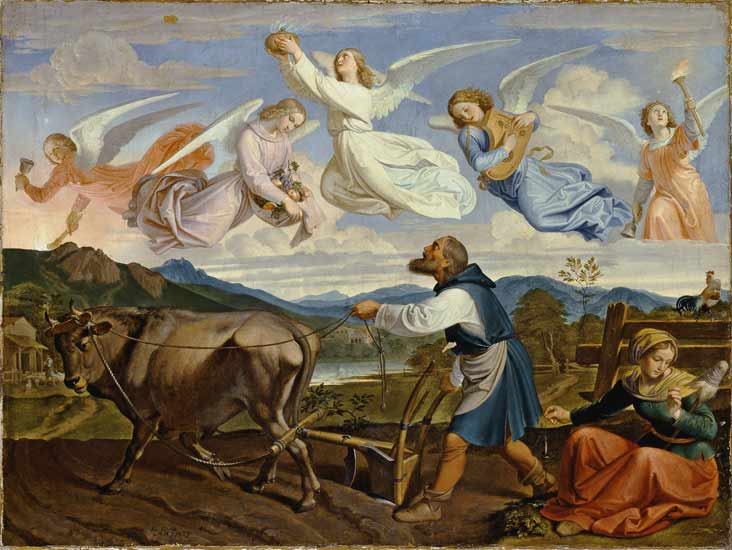
Der Traum des heiligen Isidor, 1839, Kunsthalle Mannheim
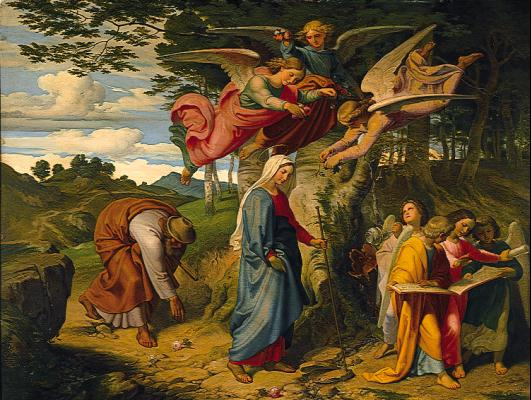
Mariens Gang, 1841, Galerie Belvedere Wenen

## Noot
1. ↑  Metternich was vooral onder de indruk van Führichs illustraties bij Tiecks Genoveva

- Bibliothèque nationale de France: cb149742994 (data)
- CiNii: DA05521463
- Gemeinsame Normdatei: 11869409X
- International Standard Name Identifier: 0000 0001 1098 1242
- Library of Congress Control Number: nr00036544
- Nationale Bibliotheek van Tsjechië: jn19990002509
- Nationale Bibliotheek van Israël: 987007303594805171
- Nationale Bibliotheek van Polen: a0000001230785
- Nederlandse Thesaurus van Auteursnamen: 070310955
- RKD-Nederlands Instituut voor Kunstgeschiedenis: 29725
- Système universitaire de documentation: 099105063
- Union List of Artist Names: 500006708
- Virtual International Authority File: 12578830
- WorldCat: E39PBJh8KvcjtRq9BgxT6mYMfq